# Gnathia venusta
Gnathia venusta är en kräftdjursart som beskrevs av Théodore Monod 1925. Gnathia venusta ingår i släktet Gnathia och familjen Gnathiidae.
Artens utbredningsområde är havet utanför Grekland. Inga underarter finns listade i Catalogue of Life.